# Wendy Simms (wielrenner)
Wendy Simms (22 mei 1972) is een veldrijdster uit Canada.
Tussen 2003 en 2010 werd Simms vijf maal nationaal kampioen veldrijden van Canada.